# Мужской клуб
«Мужской клуб» (англ. The Men's Club) — кинофильм. Экранизация произведения, автор которого — Леонард Майклс.

## Сюжет
Несколько мужчин собираются в «дискуссионную группу». Они обсуждают свои взгляды на женщин, жизнь, любовь и работу. Встреча становится всё более оживлённой, и тут жена возвращается домой. Выставленные мужчины не готовы закончить…

## В ролях
- Рой Шайдер — Кавано
- Харви Кейтель — Солли Берлинер
- Ричард Джордан — Крамер
- Фрэнк Ланджелла — Гарольд Кентербери
- Крейг Уоссон — Пол
- Трит Уильямс — Терри
- Стокард Чэннинг — Нэнси
- Пенни Бейкер — Лейк
- Дженнифер Джейсон Ли — Тинси
- Энн Уэджуорт — Джо